# Garrofer (Jaume Mercadé)
Garrofer és una pintura a l'oli sobre tela de Jaume Mercadé i Queralt dipositada al Museu de Valls (l'Alt Camp), la qual fou pintada l'any 1954.

## Context històric i artístic
Nascut a Valls el 1889, Jaume Mercadé es va traslladar a Barcelona quan tenia 16 anys per a formar-se com a pintor i com a orfebre, activitats que desenvolupà tota la vida amb la mateixa dedicació i el mateix rigor. Deixeble de Francesc Galí, va absorbir el Noucentisme del seu mestre i l'atmosfera de catalanitat i d'ideals de construcció d'un país, propis d'aquell temps i coincidents amb el seu profund arrelament en els camps i paisatges de la seua terra natal. En un primer viatge a París, l'any 1917, va rebre la lliçó de Cézanne i de Matisse, que l'influïren al llarg de tota la seua carrera: del primer assimilà la construcció de l'obra amb formes rotundes i ben estudiades, i de Matisse, els colors que infonen una joiosa alegria al conjunt. Després d'una època blanca, al voltant de l'any 1923, en què els valors constructius són preponderants i el blanc i els tons clars hi ajuden, va esdevindre el pintor per excel·lència del paisatge català. Però també va dedicar la seua atenció a altres gèneres: la natura morta i el nu, on el dibuix pren el paper de protagonista de l'obra, i el retrat, que li va permetre realitzar quadres d'una finor psicològica tan sorprenent com el cèlebre retrat de Sebastià Gasch, avui al MNAC.

## Descripció
Precisament, les paraules que li va dedicar el crític Sebastià Gasch el 1952 són el millor comentari possible per a aquesta pintura: "Mercadé es distingeix per la constant preocupació perquè el quadre sigui una unitat completa, tancada, en la qual ja no pugui entrar res." Aquest Garrofer entonat en verds i grisos blavosos, amb branques retorçades i un tronc rugós i marcat de cicatrius de branques tallades, expressa una natura aspra però no ingrata gràcies a l'alegria del seu cromatisme i a la pinzellada tan evident.